# 巴利亚里
巴利亚里（Baliari），是印度贾坎德邦丹巴德县的一个城镇。总人口11528（2001年）。

## 人口
该地2001年总人口11528人，其中男性6395人，女性5133人；0—6岁人口1741人，其中男913人，女828人；识字率58.65%，其中男性为70.32%，女性为44.11%。